# Il sole scotta a Cipro
Il sole scotta a Cipro (The High Bright Sun) è un film del 1964 diretto da Ralph Thomas.
La pellicola, di produzione britannica, ha per interpreti, fra gli altri, Dirk Bogarde, Susan Strasberg e George Chakiris.

## Trama
Nel 1957 l'isola di Cipro è sotto il controllo del Regno Unito, di cui costituisce una colonia.
Una ragazza americana, ospite di amici a Cipro, assiste a un attentato contro l'occupazione britannica ed in seguito viene a conoscenza del nascondiglio del capo della guerriglia. I terroristi decidono di ucciderla, ma un ufficiale britannico capisce che è una preziosa testimone e si prodiga per salvarla.

## Produzione
Il film è stato girato per gli interni ai Pinewood Studios di Londra e per le riprese in esterno, al fine di ambientare le isole del Mediterraneo, in Puglia, segnatamente fra i comuni di Monte Sant'Angelo, Manfredonia e Mattinata, tutti sul Gargano. Si riconosce il Monte Saraceno, la necropoli con gli scavi e la base militare vicino al castello di Manfredi.
È tratto dal romanzo omonimo di Ian Stuart Black, autore anche della sceneggiatura.
La colonna sonora è di Angelo Francesco Lavagnino.

## Distribuzione

### Date di uscita e titoli internazionali
| Date di uscita internazionali | Date di uscita internazionali | Date di uscita internazionali                                                  |
| Paese                         | Data                          | Titolo                                                                         |
| ----------------------------- | ----------------------------- | ------------------------------------------------------------------------------ |
| Regno Unito                   | novembre 1964                 | The High Bright Sun Regno Unito                                                |
| Finlandia                     | 20 agosto 1965                | Vihaa auringon alla                                                            |
| Svezia                        | 13 settembre 1965             | titolo                                                                         |
| Danimarca                     | 1º ottobre 1965               | Storm over Cypern                                                              |
| Germania                      | 9 novembre 1965               | Freiwild unter heißer Sonne                                                    |
| Grecia                        | -                             | Epiheirisis lefkosia Grecia Epiheirisi kaftos ilios Grecia (titolo riedizione) |
| Stati Uniti                   | -                             | McGuire, Go Home! USA A Date with Death USA (titolo video)                     |
| Francia                       | -                             | Dernière mission à Nicosie                                                     |